# Гаевое (Кобелякский район)
Гаевое (укр. Гайове) — село,
Красненский сельский совет,
Кобелякский район,
Полтавская область,
Украина.
Код КОАТУУ — 5321884202. Население по переписи 2001 года составляло 148 человек.

## Географическое положение
Село Гаевое находится в 2,5 км от левого берега реки Ворскла,
в 3-х км от города Кобеляки.
Река в этом месте извилистая, образует лиманы, старицы и заболоченные озёра.
К селу примыкают небольшие лесные массивы.
Рядом проходит автомобильная дорога Р-52.

## История
до 1950 имело название Горбуловка
Есть на карте 1869 года как хутор Тряпилкова